# Cristoforo Benedetti

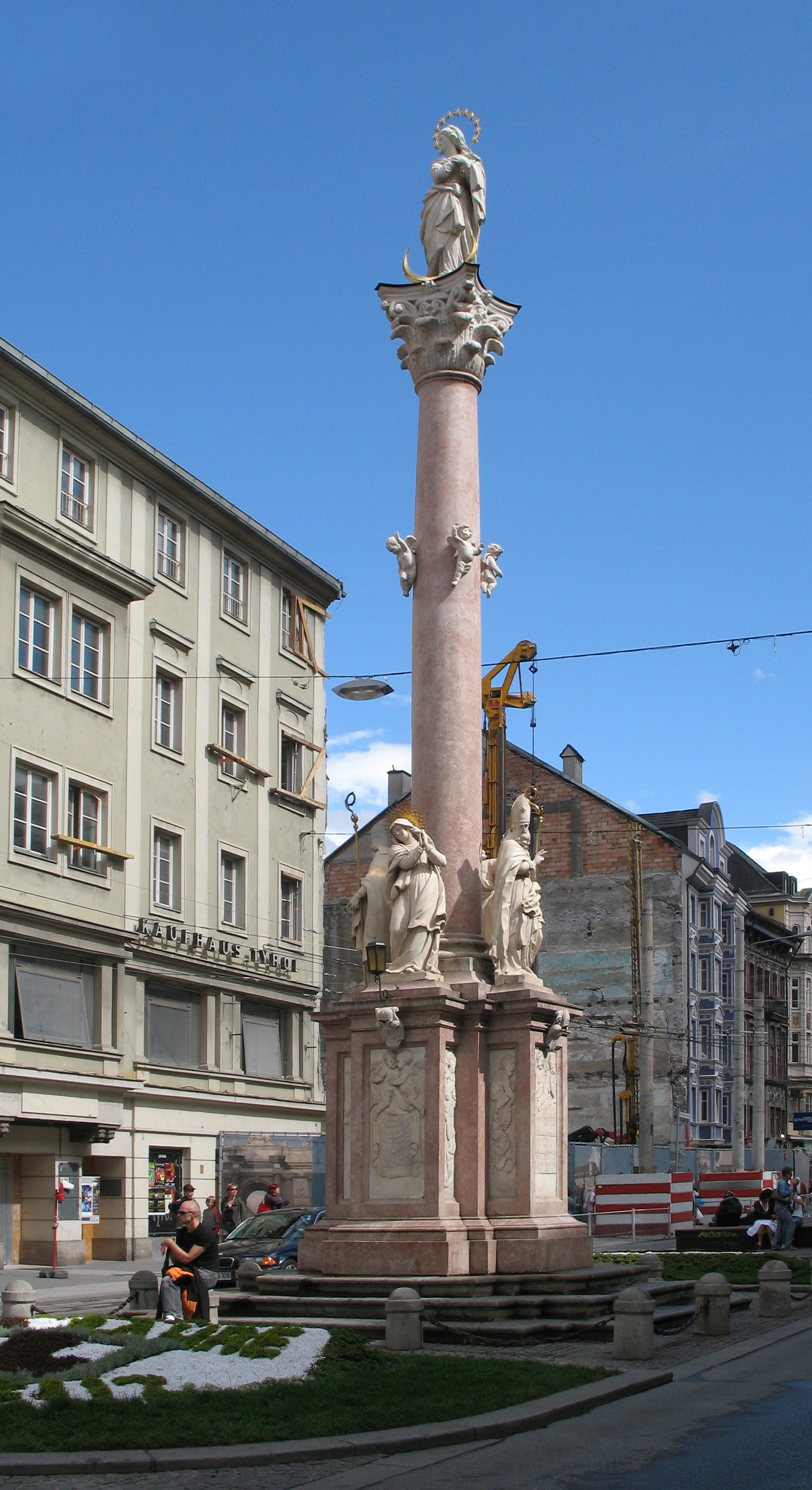
Annasäule in Innsbruck (1704–1706)
von Cristoforo Benedetti

Cristoforo Benedetti (* Anfang 1657 in Castione; † 29. April 1740 ebenda) war ein italienischer Bildhauer, Steinmetz und Architekt des Barock, der vorwiegend in Tirol tätig war.

## Leben
Cristoforo Benedetti war Schüler seines Vaters Giacomo Benedetti. Er arbeitete mit seinem älteren Bruder Sebastiano Benedetti zusammen. Die Brüder waren künstlerisch und geschäftlich sehr aktiv und bauten die väterliche Werkstatt erfolgreich aus. Sie organisierten auch den Marmorabbau am Monte Giovo bei Castione und besaßen dort mehrere Steinbrüche.
Cristoforo Benedetti heiratete 1693 Antonia Inzigneri, mit der zusammen er sechs Kinder hatte. Seinem Sohn Teodoro Benedetti (1697–1783) übergab er noch zu seinen Lebzeiten die Werkstatt. Er starb 83-jährig in Castione.

## Werk
Cristoforo war zweifellos die bedeutendste Persönlichkeit der Künstlerfamilie Benedetti, wobei nicht immer die einzelnen Künstler seiner Werkstatt den Kunstwerken zuzuordnen sind. Neben den Familienmitgliedern arbeiteten auch Dominikus Moling und die Brüder Domenico und Antonio Giuseppe Sartori in seinem Umkreis.
In seiner Kunst sind Einflüsse aus dem oberitalienischen Raum nachzuweisen, aber auch die Einführung des römischen Hochbarockaltars in Tirol. Er schuf vor allem zahlreiche Altäre für Kirchen im italienischen und deutschen Sprachbereich Tirols, aber auch Kapellen, Portale, Statuen, Kapitelle, Putten, Vorhangdraperien, Urnen oder Wappen.
- Altar, Deutschordenskapelle, Siebeneich (1700)
- Annasäule, Innsbruck (1704–1706)
- Hochaltar, Spitalskirche, Innsbruck (1705)
- Hochaltar und sechs Nebenaltäre, Pfarrkirche St. Jakob, Innsbruck (1724–1732)
- Johannes Nepomuk-Altar, Pfarrkirche, Hall in Tirol (1734)

Weitere Werke Benedettis befinden sich u. a. in Ala, Pressano, Villa Lagarina, Trient, Dietenheim, Arco, Avio, Brixen, Neustift bei Brixen, Borgo Valsugana, Limone, Verona, Trens und Rovereto.